# Järise (Lääneranna)
Koordinaten: 58° 40′ N, 23° 41′ O
Järise ist ein Dorf (estnisch küla) in der Landgemeinde Lääneranna im Kreis Pärnu (bis 2017: Landgemeinde Lihula im Kreis Lääne).
Der Ort hat 17 Einwohner (Stand 31. Dezember 2011).